# Karluk (Alaska)
Karluk (Alutiiq: Kal’uq oder Kal’ut) ist ein Ort und ein census-designated place (CDP) im Kodiak Island Borough in Alaska. Das U.S. Census Bureau ermittelte bei der Volkszählung 2020 eine Einwohnerzahl von 27.

## Geographie
Karluk liegt am Südufer der Karluk Lagoon, das Ästuar des Karluk River, an der Westküste von Kodiak Island 123 km westsüdwestlich vom Inselhauptort Kodiak. Karluk verfügt über den Flugplatz Karluk. Der Ort ist nur über dem Luft- oder Seeweg erreichbar.

## Geschichte
Karluk liegt im traditionellen Stammesgebiet der Alutiiq. Russische Jäger errichteten bei Karluk 1786 einen Handelsposten und eine Lachs-Salzerei. Die Russen nannten den Ort häufig „Nunakakhvak“. Zu jener Zeit war das Dorf beiderseits des Flusses Karluk River gelegen. Nach dem Kauf von Alaska durch die Vereinigten Staaten intensivierte sich die kommerzielle Ausbeutung der Lachsbestände. Die erste Konservenfabrik in Karluk und gleichzeitig die erste auf Kodiak Island wurde 1882 auf dem „Karluk Spit“, der Nehrung, die die Karluk Lagoon vom Meer trennt, errichtet. Bis 1884 gingen fünf weitere Konservenfabriken in Karluk in Betrieb. Am Anfang der Industrialisierung wurden wenige Alaska-Indigene in den Konservenfabriken beschäftigt. Es wurden hauptsächlich auswärtige Arbeitskräfte aus den Vereinigten Staaten und aus China beschäftigt. Im Jahr 1890 waren nur 10 Prozent der Bevölkerung in Karluk Indigene. Anfang der 1900er änderte sich das. Lokale Indigene fanden Arbeit im kommerziellen Fischfang und in der Fischverarbeitung und lebten außerdem von Subsistenzwirtschaft (Jagd und Fischerei). Bis Ende der 1930er Jahre waren die Lachsbestände überfischt und alle Konservenfabriken in Karluk mussten als Konsequenz schließen.
Am 17. März 1945 beteiligten sich die Dorfbewohner an der Rettung von sieben U.S. Navy-Angehörigen, deren Flugzeug, ein PB1 Ventura-Bomber, vor der Küste abstürzte.
Im Jahr 1978 beschädigte ein schwerer aus Nordosten kommender Wintersturm mit Windgeschwindigkeiten von 100 Meilen pro Stunde  Teile von Karluk und verursachte schwere Küstenerosion. Die Nehrung, die die beiden Seiten der Gemeinde Karluk verband, verlor stark an Landfläche. Nach dem Sturm beschloss der Gemeinderat von Karluk, die Gemeinde an ihren heutigen Standort flussaufwärts auf der Südseite der Karluk-Lagune umzusiedeln. Das U.S. Department of Housing and Urban Development baute 23 Häuser am neuen Standort von Karluk. Karluk wurde 1980 ein census-designated place. 
Im März 1989 lief der Tanker Exxon Valdez 550 km nordöstlich von Karluk auf ein Riff und verursachte eine Ölpest. Das ausgelaufene Rohöl erreichte später das Kodiak-Archipel und schließlich auch die Küste bei Karluk. Die einheimische Bevölkerung war in der Folgezeit verunsichert und reduzierte ihre Subsistenzlebensweise. 
2021 wurde die Kirche "Ascension of Our Lord", die auf einer Klippe errichtet wurde, die von Erosion betroffen ist, ein Stück landeinwärts verschoben.
Heute lebt die Gemeinde hauptsächlich von kommerziellem Fischfang und von Subsistenzwirtschaft.

## Demografie
Zum Zeitpunkt der Volkszählung im Jahre 2020 (U.S. Census 2020) hatte Karluk 27 Einwohner auf einer Landfläche von 144,89 km². Von den Einwohnern waren einer weiß sowie 24 Indigene. Beim Zensus im Jahr 2000 wurden 27 Einwohner gezählt, 2010 waren es 37.